# Neolitik
Neolitik ali »mlajša« kamena doba je bilo obdobje v razvoju človeške tehnike in tradicionalno zadnji del kamene dobe. Obdobje neolitika sledi končnim holocenskim epipaleolitskim obdobjem in se začne s pojavom kmetovanja, ki je povzročilo neolitsko revolucijo in se, odvisno od geografskega območja, konča z razširjenjem kovinskih orodij v bakreni dobi (halkolitik) ali bronasti dobi ali pa se razvije neposredno v železno dobo.
V tem času so nastajala stalna bivališča ob rekah, morjih (kažuni, zemljanke, kolišča). Ob koncu ledene dobe je nastopila otoplitev in izumrle so mnoge ledenodobne živali. Začeli so uporabljati prva prevozna sredstva - čoln drevak. Ljudje so se začeli deliti na poljedelce (značilna orodja iz mlajše kamene dobe so motika, ralo, srp, ...) in živinorejce. Zaradi večje varnosti so se ljudje začeli združevati v skupnosti - rod, rodovna skupnost, pleme. Začel se je tudi razvoj obrti: lončarstvo, tkalstvo, pletarstvo, krznarstvo/usnjarstvo, izdelovanje nakita, ... začeli so se ukvarjati s poljedelstvom. Tu spoznamo motično poljedelstvo ali požigalništvo. Ker zemlje niso gnojili so se morali vsakih nekaj let zaradi izrabljene zemlje odseliti to poimenujemo selitveno poljedelstvo. leta 5000 pr. n. št. začnejo polja in njive namakat. sadili so žito in stročnice (grah bob lečo ...) ...